# Мавзолей костница (Разград)
Костницата на руските воини (наричана и мавзолей) в Разград се намира на площад „Възраждане“. Тя е паметник на културата с национално значение от 1967 г.
Паметникът на руските воини, загинали за освобождението на Разград, е построен по проект на австрийския архитект Фридрих Грюнангер, по онова време архитект на Разград. Висок е 10 метра.
Основният камък на паметника е положен на 1 март 1879 г. от княз Александър Дондуков-Корсаков – командир на ХIII армейски корпус. Монументът е открит на 14 октомври 1880 г. Костите на погребаните в разградските гробища руски воини са пренесени в костница в паметника през 1978 г.